# Bellefonte, Kentucky
Bellefonte är en ort i Greenup County, Kentucky, USA. År 2000 hade orten 837 invånare. Den har enligt United States Census Bureau en area på 1,9 km², allt är land.